# NGC 4784
NGC 4784 este o galaxie lenticulară situată în constelația Fecioara. A fost descoperită în 25 martie 1786 de către William Herschel. Se află la o distanță de 53,7 de megaparseci de Pământ.